# Grury
Grury este o comună în departamentul Saône-et-Loire, Franța. În 2009 avea o populație de 547 de locuitori.

## Evoluția populației
| An        | 1975  | 1982 | 1990 | 1999 | 2006 | 2009 |
| --------- | ----- | ---- | ---- | ---- | ---- | ---- |
| Populație | 1.011 | 851  | 770  | 666  | 570  | 547  |